# لیک رویل (کارولینای شمالی)
لیک رویل (به انگلیسی: Lake Royale) شهری در ایالت کارولینای شمالی کشور ایالات متحده آمریکا است که جمعیت آن در سرشماری سال ۲۰۱۰ میلادی، ۲٬۵۰۶ نفر بوده‌است.